# Rudolf Jakubek
Rudolf Jakubek (5. října 1902 Kynšperk nad Ohří – 21. listopadu 1968 Bayreuth) byl německý grafik a malíř, který působil v Čechách a v Německu.

## Život
Narodil se v rodině Rudolfa Mathiase Jakubka, výtvarníka a grafika v Kynšperku nad Ohří, a jeho manželky Emy Anny, rozené Sandtnerové.

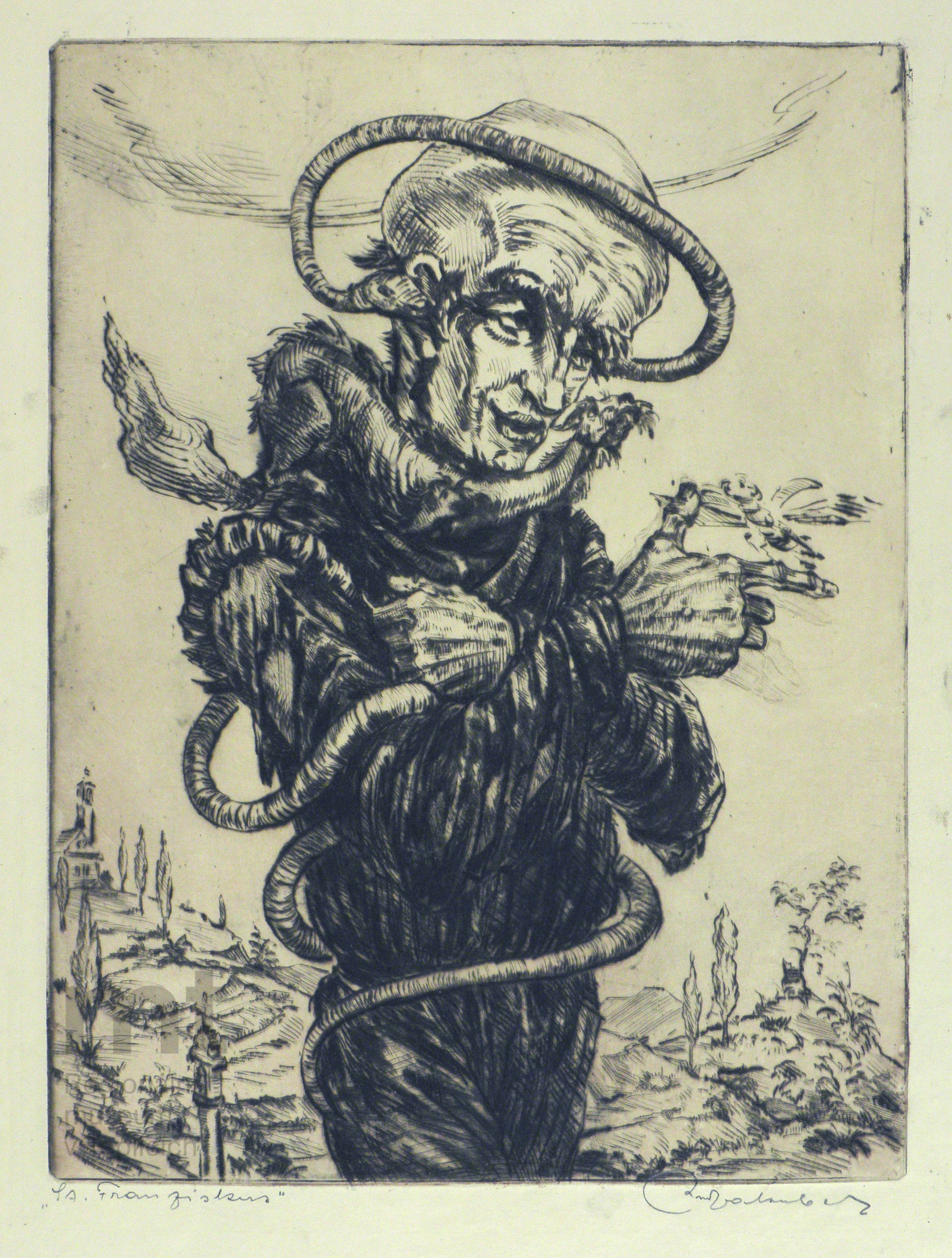
Svatý František, suchá jehla, RMT

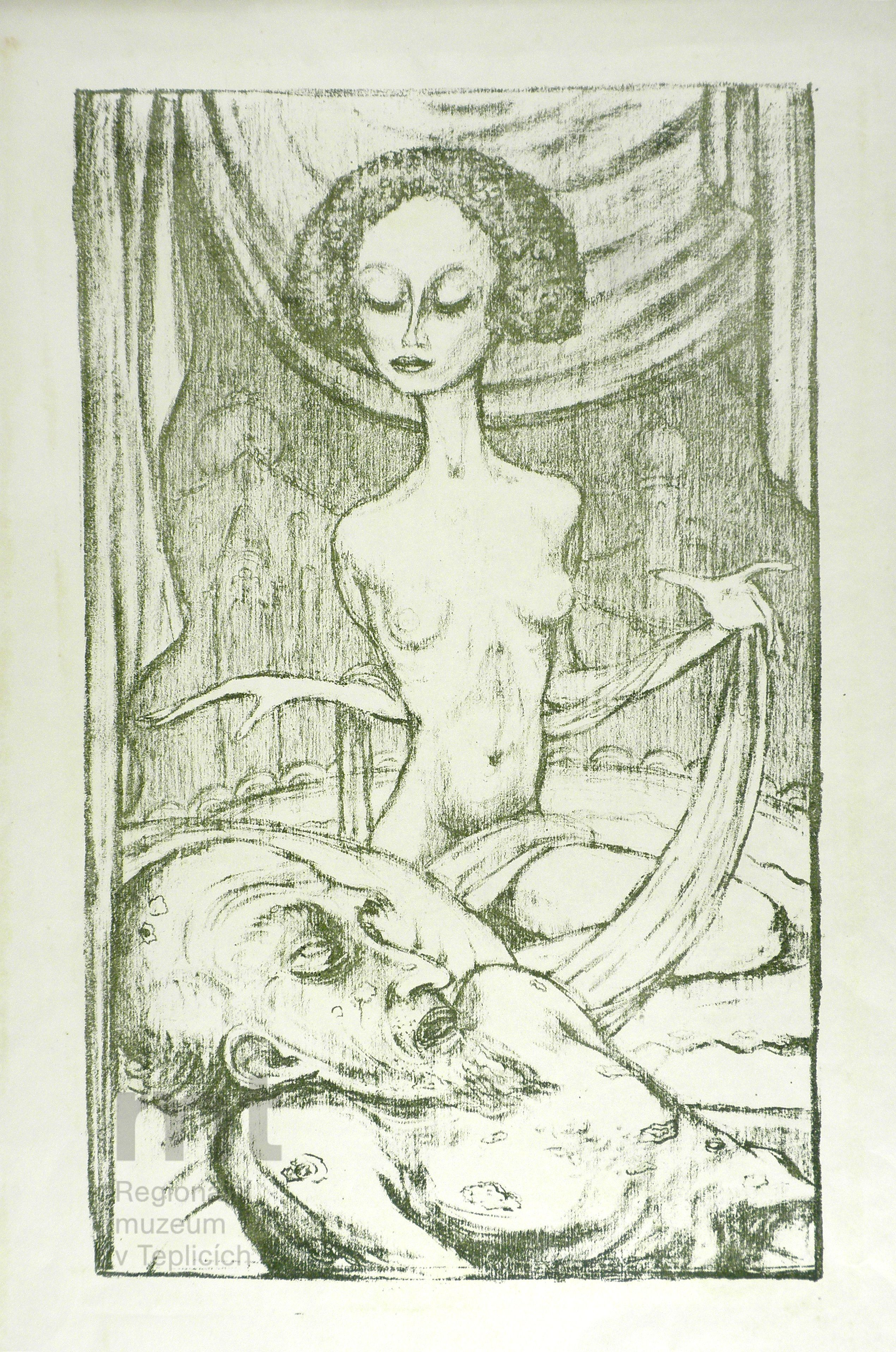
Abišag a král David, 1927, litografie, RMT

Rudolf Jakubek studoval v letech 1918–1922 na gymnáziu v Chebu. Poté začal studovat v Mnichově divadelní vědu a dějiny umění. Po roce přešel do Prahy na Akademii výtvarných umění, kde studoval do roku 1927 u profesorů Karla Krattnera a Augusta Brömse. Věnoval se volné tvorbě i pedagogické činnosti. Účastnil se několika kolektivních výstav v Brně, Praze, Liberci, Teplicích a Vídni. Převážně pracoval technikou litografie a suché jehly. V roce 1933 začal pracovat jako pedagog na Reálném gymnasiu v Teplicích. Zde se stal členem Sekce pro výtvarné umění při muzeu v Teplicích. V té době s přítelkyní a spolupracovnicí Emmou Meisel a dalšími výrazně podporovali regionální umělce a propagovali moderní umění. Až do roku 1938, kdy Sekce zanikla, připravovali výstavy v Teplicích. Sám Jakubek se nejprve věnoval biblickým tématům, mytologickým námětům, později ilustracím k pohádkám bratří Grimmů a knižním ilustracím k románům Eulespiegel, Simplicius Simplicissimus.[ujasnit] Jeho grafické listy z tohoto období vlastní Regionální muzeum v Teplicích.

### Činnost v Německu
V roce 1938 se situace v Teplicích vyhrotila. Židé byli pronásledování, mnozí podnikatelé Teplice opustili. Činnost Sekce pro výtvarné umění, jejímiž členy byli Němci, Češi a Židé, byla zastavena. V roce 1939 byl Rudolf Jakubek povolán do německé armády. Válku přežil, dostal se až ke Stalingradu, byl v zajetí a až v roce 1946 se vrátil do Teplic. Jako německý voják byl českými úřady internován a v roce 1948 odsunut do uprchlického tábora v Bindlachu, poblíž Bayreuthu. Od roku 1953 do roku 1968 žil v Lainecku. V té době se už grafice nevěnoval. Jeho tvorba se stala spíše realistickou. Vytvořil ilustrace k mnoha klasickým dílům. V Bayreuthu založil s několika dalšími uměleckou skupinu Freie Gruppe Bayreuth. V roce 1953 měl samostatnou výstavu ve Stuttgartu, později vystavoval s ostatními autory v zemích Evropy, v Jižní Americe, Egyptě a na Blízkém Východě. Jeho grafická díla z období před 2. světovou válkou jsou uchovávána v Regionálním muzeu v Teplicích a také v Galerii umění Karlovy Vary. Jeho poválečná tvorba je vystavena v Ostdeutsche Galerie v Regesburgu.